# Acetil-S-ACP:malonat ACP transferaza
Acetil-S-ACP:malonat ACP transferaza (EC 2.3.1.187, acetil-S-ACP:malonat ACP-SH transferaza, acetil-S-acil-nosilac protein:malonat acil-nosilac-protein-transferaza, MdcA, MadA, ACP transferaza, malonat/acetil-KoA transferaza, malonat:ACP transferaza, acetil-S-acil nosilac protein:malonat acil nosilac protein-SH transferaza) je enzim sa sistematskim imenom acetil-(acil-nosilac-protein):malonat S-(acil-nosilac-protein) transferaza. Ovaj enzim katalizuje sledeću hemijsku reakciju
acetil-[acil-nosilac protein] + malonat {\displaystyle \rightleftharpoons } malonil-[acil-nosilac protein] + acetat
Ovaj enzim vrši prvi korak u malonatnoj dekarboksilaciji.

## Literatura
- Nicholas C. Price; Lewis Stevens (1999). Fundamentals of Enzymology: The Cell and Molecular Biology of Catalytic Proteins (Third изд.). USA: Oxford University Press. ISBN 019850229X.
- Eric J. Toone (2006). Advances in Enzymology and Related Areas of Molecular Biology, Protein Evolution (Volume 75 изд.). Wiley-Interscience. ISBN 0471205036.
- Branden C; Tooze J. Introduction to Protein Structure. New York, NY: Garland Publishing. ISBN 0-8153-2305-0.
- Irwin H. Segel. Enzyme Kinetics: Behavior and Analysis of Rapid Equilibrium and Steady-State Enzyme Systems (Book 44 изд.). Wiley Classics Library. ISBN 0471303097.

## Spoljašnje veze
- Acetyl-S-ACP:malonate+ACP+transferase на 